# Commonwealth (Bundesstaaten der Vereinigten Staaten)

Commonwealth-Staaten der USA in Rot

Vier der konstituierenden Staaten der Vereinigten Staaten bezeichnen sich offiziell selbst als Commonwealth: Kentucky, Massachusetts, Pennsylvania und Virginia.
Diese Bezeichnung, die keine verfassungsrechtlichen Auswirkungen hat, betont, dass sie eine „Regierung auf Grundlage der Zustimmung der Menschen“ haben, im Gegensatz zu ihrem einstigen Status als Kronkolonie, die vom britischen König abhängig war. Das Wort Commonwealth bezieht sich in diesem Zusammenhang auf den gemeinsamen Reichtum oder das Wohlergehen der Öffentlichkeit und ist abgeleitet aus der freien Übersetzung des Begriffs Republik (lateinisch res publica).
Neben den vier genannten verwenden gelegentlich auch andere Staaten den Begriff Commonwealth, um auf sich selbst zu verweisen. Der Staat Vermont beispielsweise verwendet den Begriff Commonwealth dreimal in seiner Verfassung, austauschbar mit dem Begriff Staat. Auch Delaware bezeichnete sich selbst in seiner Verfassung von 1776 als ein Commonwealth.

## Commonwealth of Kentucky

Flagge von Kentucky

Am 28. September 1785 setzten sich die Einwohner des Kentucky County dafür ein, dass Kentucky ein Staat wird. Es wollte anerkannt werden als ein „freier und unabhängiger Staat, der unter dem Namen Commonwealth von Kentucky bekannt wird“. Am 1. Juni 1792 wurde aus dem Kentucky County offiziell ein Staat. In der Verfassung von 1850 wird die Bezeichnung Commonwealth of Kentucky für alle Verfügungen und Entscheidungen eingeführt, davor wurde die Bezeichnung State of Kentucky verwendet.
Kentucky ist der einzige Staat neben den dreizehn Gründerstaaten, der Commonwealth in seinem Namen benutzt.

## Commonwealth of Massachusetts

Flagge von Massachusetts

Massachusetts trägt laut Verfassung den Namen The Commonwealth of Massachusetts. Der Name State of Massachusetts Bay wurde in allen Gesetzen und Resolutionen bis 1780 und im ersten Entwurf der Verfassung benutzt. Der gegenwärtige Name kann zurückverfolgt werden bis zum zweiten Entwurf der Verfassung des Staates, die von John Adams geschrieben wurde und im Jahr 1780 ratifiziert wurde. In Massachusetts wird der Begriff Staat gelegentlich offiziell verwendet, aber in der Regel in einer Verbundstruktur nicht als alleinstehendes Substantiv. Das zeigt sich beispielsweise in den Namen Massachusetts State Police, Massachusetts State House und Bridgewater State Hospital.

## Commonwealth of Pennsylvania

Flagge von Pennsylvania

Das Siegel Pennsylvanias benutzt nicht den Begriff, aber offizielle Amtshandlungen werden im Namen des Commonwealth vollzogen und es ist eine traditionelle offizielle Bezeichnung, die in Bezug auf den Staat verwendet wird. Im Jahre 1776 spricht Pennsylvania in seiner ersten staatlichen Verfassung sowohl von Commonwealth als auch von Staat, was so auch in den Verfassungen von 1790, 1838, 1874 und 1968 weitergeführt wurde.

## Commonwealth of Virginia

Flagge von Virginia

Der Name Commonwealth of Virginia geht zurück auf seine Unabhängigkeit vom Königreich Großbritannien. Virginias erste Verfassung, verabschiedet am 29. Juni 1776, verfügt:

“Commissions and Grants shall run, In the Name of the commonwealth of Virginia, and bear test by the Governor with the Seal of the Commonwealth annexed.”

Der Sekretär des Commonwealth von Virginia (engl. Secretary of the Commonwealth of Virginia) erlässt Aufträge auf diese Weise. Laut anderen Quellen gibt die Verfassung vor, dass strafrechtliche Anklagen beschlossen werden sollen „gegen den Frieden und die Würde des Commonwealth“. Darüber hinaus ist, im Gegensatz zu den Staatsanwälten in anderen Staaten oder den normalen Bezirksstaatsanwälten, der offizielle Titel des gewählten kommunalen Staatsanwalts der jeweiligen politischen Gebiete Virginias der eines Commonwealth’s Attorney.
In Virginia wird wie in Massachusetts der Begriff Staat gelegentlich offiziell verwendet, aber in der Regel in einer Verbundstruktur, nicht als alleinstehendes Substantiv. Das zeigt sich beispielsweise in Namen wie State Corporation Commission (Virginia) und Virginia State Police.

## Strafverfolgung
In Kentucky, Massachusetts, Pennsylvania und Virginia erfolgt die Strafverfolgung von Verbrechern im Namen des Commonwealth. In Kalifornien, Colorado, Illinois, Michigan und New York geschieht dies im Namen des Volkes (engl. people). In allen anderen Bundesstaaten erfolgt die Strafverfolgung von Verbrechern im Namen des Staates.